# Rodrig Goliescu
Rodrig Goliescu (1882 – 1942) è stato un inventore e militare romeno brevettò e costruì per primo un aeromobile chiamato "Avioplano".

## Biografia
Rodrig Goliescu fu un ingegnere romeno inventore e tenente dell'esercito romeno che costruì per primo l'Avioplano. „Aparatul de aviație Avioplan” fu brevettato a Parigi il 26 agosto 1908 come macchina volante che mossa da motore si innalzava in aria e poi planava come un moderno aliante. Fu il primo modello di velivolo con fusoliera tubolare, il prototipo fu costruito nel 1909.
Nel 1912, Rodrig Goliescu progettò un aeromobile a decollo verticale chiamato „Avio - Coleopter - Mecanic nr.2” con brevetto nr. 2317/29 dell'ottobre 1912.
Nel giugno 1912 Piotr Altinovici, interprete presso la Legația Rusă, reclutò Goliescu. Pressato dai debiti contratti per la realizzazione delle sue invenzioni, Goliescu trasmise ai russi i piani romeni di mobilitazione della Armata României. Fu arrestato dalla Siguranță nel febbraio 1913, giudicato colpevole fu condannato e carcerato per 12 anni presso la închisoarea Văcărești.